# Blakea platypoda
Blakea platypoda är en tvåhjärtbladig växtart som beskrevs av Henry Allan Gleason. Blakea platypoda ingår i släktet Blakea och familjen Melastomataceae. Inga underarter finns listade i Catalogue of Life.